# 拉脱维亚道路
拉脱维亚道路（英文：Latvian Way）是拉脱维亚中间偏右的自由主义政党。2007年与拉脱维亚第一党合并为拉脫維亞第一黨/拉脫維亞之路（LPP/LC）。它把自己描述为“一个捍卫人民自由，塑造自己的生活的自由政党”。